# 石昭
石昭（1451年—？），字景輝，山東濟南府濱州人，民籍，明朝政治人物。

## 生平
成化十三年（1477年）丁酉科山東鄉試第二十四名舉人。成化二十三年（1487年）中式丁未科會試第二百五十四名，三甲第二百二十名進士。歷官户部郎中、南京礼部郎中，正德七年（1512年）十一月升河南布政司右參議。

## 家族
曾祖石仲良；祖父石敏；父石俊，母張氏。具庆下。